# Strubiny (Braniewo)
Strubiny (deutsch Strauben) ist ein Ort in der polnischen Woiwodschaft Ermland-Masuren innerhalb der Landgemeinde Braniewo (Braunsberg) im Powiat Braniewski (Kreis Braunsberg). Bis 1945 gehörte er zum Kreis Heiligenbeil in Ostpreußen.

## Geographische Lage
Strubiny liegt im Nordwesten der Woiwodschaft Ermland-Masuren, 16 Kilometer südlich der ehemaligen und heute auf russischem Staatsgebiet gelegenen Kreisstadt Heiligenbeil (russisch Mamonowo) bzw. elf Kilometer östlich der jetzigen Kreismetropole Braniewo (deutsch Braunsberg).

## Geschichte
Bei Strauben handelte es sich um ein altes Rittergut im ostpreußischen Kreis Heiligenbeil, Regierungsbezirk Königsberg. Am 17. August 1874 wurde der Gutsbezirk Strauben aus dem  zu Lindenau (polnisch Lipowina) gehörenden Vorwerk Strauben gebildet und sogleich in den kurz vorher errichteten Amtsbezirk Lindenau aufgenommen. 70 Einwohner zählte der Gutsbezirk Strauben im Jahre 1910.
Am 30. September 1928 verlor Strauben seine Eigenständigkeit, als es mit dem Nachbargutsbezirk Henneberg (polnisch Kokoszewo) in die Landgemeinde Kirschdorf (polnisch Kiersy) eingegliedert wurde.
Seit 1945 liegt Strauben in dem in Kriegsfolge an Polen abgetretenen südlichen Teil Ostpreußens. Die jetzige „Siedlung“ (polnisch Osada) trägt die Ortsbezeichnung „Strubiny“ und gehört zur Gmina Braniewo (Landgemeinde Braunsberg) im Powiat Braniewski (Kreis Braunsberg), von 1975 bis 1998 der Woiwodschaft Elbląg, seither der Woiwodschaft Ermland-Masuren zugehörig.

## Religion
Bis 1945 war Strauben in die evangelische Kirche Lindenau (polnisch Lipowina) im Kirchenkreis Heiligenbeil in der Kirchenprovinz Ostpreußen der Kirche der Altpreußischen Union eingepfarrt. Römisch-katholischerseits gehörte das Dorf zur Pfarrei in Heiligenbeil im damaligen Bistum Ermland.

## Verkehr
Strubiny liegt an einer Nebenstraße, die bei Zakrzewiec (Vogelsang) von der polnischen Woiwodschaftsstraße 507 (frühere deutsche Reichsstraße 142) abzweigt und über Kiersy (Kirschdorf) nach Tolkowiec (Tolksdorf) führt.
Die nächste Bahnstation ist Grodzie (bis 1945 hieß sie „Vogelsang“) an der Bahnstrecke Olsztyn Gutkowo–Braniewo.